# Nyamoko
Nyamoko est un village du Cameroun situé dans la région du Centre et le département du Mbam-et-Kim. Il fait partie de la commune de Ngoro.

## Population
En 1965 le village comptait 390 habitants, principalement Djanti.
Lors du recensement de 2005, on y dénombrait 948 personnes.